# Heinrich Schwab Verlag
Der Heinrich Schwab Verlag ist ein deutscher Esoterik-Verlag mit Sitz in Argenbühl.
Schwerpunkte des Verlagsprogramms sind Klassiker des Yoga und der östlichen Philosophie, Esoterik, Grenzwissenschaften, Lebenshilfe, Lebensweiser, Atemtherapien, Naturheilkunde, alternative Medizin und Schriften zu biologischem Gartenbau und positivem Denken.
Der Verlag wurde Oktober 1926 von Heinrich Schwab als Lebensweiser Verlag Pfister und Schwab in Gettenbach bei Gelnhausen gegründet. Ab 1956 firmierte er als Heinrich Schwab Lebensweiser Verlag und Druckerei. 1964 wurde der Verlagssitz nach Schopfheim und 1978 nach Eglofstal/Argenbühl verlegt. Nach dem Tod des Verlagsgründers 1983 wurde der Verlag bis 1999 von Gisela Prym-von Becherer geleitet. Dann wurde er umgewandelt in eine KG und 2011 in die Heinrich Schwab Verlag GmbH & Co. KG.
Ab den 1950er Jahren war der Verlag vor allem als Yoga-Verlag bedeutend, hier erschienen zahlreiche Werke von Sivananda (einige Bücher erschienen auch unter dem Imprint Sivananda Press).
Zu den vom Verlag herausgegebene Zeitschriften zählen:
- Lebensweiser. Zeitschrift für gesunde Lebensführung. Rundschau der praktischen Lebenskunst. Organ der Gesellschaft für Geistige Lebensordnung. 1926 ff., ISSN 0024-0052, ZDB-ID 542766-6.
- Mensch und Schicksal. Zeitschrift für geistige Bereiche. 1947–1960, ZDB-ID 542774-5. Aufgegangen in Lebensweiser.
- Yoga, der Pfad zur Vollendung. Die Zeitschrift für Yoga-Synthese und Vedanta, vereinigt mit der Deutsch-indischen Monatsschrift „Friede“. Offizielles Organ der Yoga-Vedanta-Akademie. 1954 ff., ZDB-ID 95738-0.
- Organische Land- und Gartenkultur. Zweimonatsschr. für naturgemäße Feldwirtschaft. 1959–1977, ISSN 0030-5006, ZDB-ID 521266-2.
- Der Weg zur Verwirklichung. Persönliche Lehrbriefe von Joel S. Goldsmith. 1959–1969, ZDB-ID 521266-2.

Imprints des Verlages waren für die jeweiligen Zeitschriften Lebensweiser Verlag, Yoga-Edition, Edition Welt und Wissen und für einige Buchtitel der Avalun-Verlag.